# Rumont (Mosa)
Rumont è un comune francese di 98 abitanti situato nel dipartimento della Mosa nella regione del Grand Est.

## Società

### Evoluzione demografica
Abitanti censiti